# 北島音楽事務所
北島音楽事務所（きたじまおんがくじむしょ、KITAJIMA MUSIC OFFICE）は、日本の演歌歌手・北島三郎の個人的なマネージメントを行っている芸能プロダクション。
ここでは、運営法人であり、「キタサン」の冠名を入れた競走馬を所有している法人馬主としても知られる「株式会社大野商事」（おおのしょうじ）の詳細についても併せて述べる。

## 概要
大野商事は、1972年（昭和47年）10月9日に有限会社として設立。北島三郎がそれまで属していた新栄プロダクションから独立するにあたり、妻の大野雅子を社長に据え、個人マネージメント事務所としてスタート。経営陣は北島の親族で構成されていて、北島は「所属歌手」という立ち位置にはあるが事実上のオーナーである。2007年、北島のデビュー45周年を機に、長男の大野竜が社長職を継いだ。
2023年4月以降、北島本人の活動マネージメントに加え、北島が別名義で制作した楽曲等の権利管理（関連会社事業）と、北島の趣味である競走馬の管理の比重が大きくなった。
というのも、嘗ては北島に弟子入りした歌手らも多数所属、その結束の堅さから「北島ファミリー」と呼ばれていた。また、演歌だけではなくロックも手がける。この背景には、これからの時代はロックが若者の心を捉えていく、ロックやフォークを取り込み時代の流れに取り残されないように運営していかねばならないという北島自身の思いが反映されているためである。なお、ロック・ポップス系の音楽家のマネージメントを行う系列事務所としては「ノースアイランド」がある。
北島は2000年代より「終活」を開始。長年の恒例になっていたNHK紅白歌合戦からの卒業、座長公演終了と、段階的に活動を縮小。加えて、2007年の山本譲二を皮切りに、長年師事し関係が良好ながらも実力を付けた弟子を、順次暖簾分けなどの形で独り立ちさせていった。2023年、長年放送されてきた冠番組『サブちゃんと歌仲間』の終了を機に、最後まで残っていた弟子のうち1人を除いて一斉に独り立ちさせた。このうち、40年あまり在籍し二葉百合子にも師事する原田悠里と、次女婿で義家族の関係は続く北山たけしの2人は個人事務所を設立。残る山口ひろみと大江裕は、所属レーベルにマネージメント業務を移管する形となった。
これ以降、所属歌手は北島とデビューから10年程度の長井みつるの2人だけとなったが、長井はデビュー以前、30年近く事務所スタッフ（大野商事社員）として付き人生活を送っていたという他の弟子と異なる特殊事情がある。故に、創業当初の「北島三郎の個人事務所」に原点回帰した格好である。
2024年3月15日にて有限会社から株式会社に変更。同年5月、関連会社の「北島音楽出版」「三雅」を大野商事に吸収合併する。

## 所属歌手

### 現在の所属歌手
- 北島三郎
- 長井みつる

### かつて所属していた歌手

#### 暖簾分け
長年にわたり北島に師事し、特に北島の信頼が厚い歌手については、「暖簾分け」の形で独立し、業務提携で一定の関係を維持することがある。博多座で行われた北島の最終座長公演千穐楽では山本と小金沢も挨拶に訪れた。
- 山本譲二
2007年1月1日付で独立し、個人事務所「ジョージ・プロモーション」を設立。
- 和田青児
2012年1月付で新事務所「ワズ・コーポレーション」を設立。
- 小金沢昇司
2014年2月4日付で新事務所「ジャパンドリームエンターテイメント」を設立。
2024年1月、死去。
- 原田悠里
2023年4月1日付で新事務所「オフィス リリー」を設立[6]。
- 北山たけし（妻が北島三郎の次女）
2023年4月1日付で新事務所「株式会社きたやま」を設立[6]。

#### その他
- もんたよしのり
- 大橋純子
- 加橋かつみ
- 岩本公水
- 松原のぶえ - 2002年独立
- 岸本ゆきえ
- やや
- Uchacha
- 松崎しんたろう（現：越路姉妹ボーカル）
- 落合みつを
- 船橋浩二
- にいな
- レイニーウッド
- 1st Blood - ロックバンド。ボーカルのMAKOTO（本名：大野誠。北島の二男）は、後に系列会社「北島音楽出版」へ作詞・作曲家「大地土子」名義で所属（2018年死去）
- 山口ひろみ - 2023年4月1日付でテイチクエンタテインメントにマネージメント移管[6]
- 大江裕 - 北山とともに、北島兄弟としても活動する。2023年4月1日付で師匠北島の所属レーベルでもある日本クラウンの子会社・クラウンミュージックにマネージメント移管[6]

## 競馬とのかかわり

大野商事の勝負服

日本中央競馬会（JRA）および地方競馬全国協会（NAR）に登録する馬主としても知られる。勝負服の柄は黒、茶三本輪、冠名には「キタサン」を用いる。当初は北島が本名の「大野穣」名義で個人馬主としていたが、事務所独立の際に個人馬主から法人馬主に移り、現在は法人馬主の代表者として実質的な所有としている。法人登録名は「株式会社大野商事」。

### 主な所有馬

#### グレード制重賞優勝馬
太字はGI競走。
- キタサンチャンネル（2001年：ニュージーランドトロフィー）[12]
- キタサンヒボタン（2001年：ファンタジーステークス）[13]
- キタサンブラック（2015年：菊花賞、スプリングステークス、セントライト記念、2016年：天皇賞（春）、ジャパンカップ、京都大賞典、2017年：大阪杯、天皇賞（春）、天皇賞（秋）、有馬記念）[14]
- キタサンミカヅキ（2017年：東京盃、2018年：東京盃、2019年：東京スプリント）[15]
- キタサンサジン（2017年：東京スプリント）

#### 地方重賞優勝馬
- エリモミサキ（1980年：シルバーカップ）
- テスコファイヤー（1980年：東京3歳優駿牝馬、1981年：関東オークス）
- トライバルセンプー（1980年：楠賞全日本アラブ優駿、勝島賞、アラブ王冠賞）[16]
- キタサンテイオー（1992年：平和賞、全日本2歳優駿）
- キタサンオーカン（1995年：楠賞全日本アラブ優駿）
- ベストンスイング（1998年：船橋記念）
- キタサンシーズン（1998年：埼玉新聞杯）
- キタサンツバサ（2012年：クラウンカップ）
- コールサインゼロ（2014年：イノセントカップ、サッポロクラシックカップ）

### 主な表彰馬
JRA賞
- 年度代表馬

キタサンブラック（2016年・2017年）
- 最優秀4歳以上牡馬

キタサンブラック（2016年・2017年）
NARグランプリ
- 年度代表馬

キタサンミカヅキ（2018年）
- 4歳以上最優秀牡馬

キタサンミカヅキ（2018年）
- 最優秀短距離馬

キタサンミカヅキ（2018年）
JRA顕彰馬
キタサンブラック（2020年選出）

## かつての関連会社
- 北島音楽出版株式会社
北島音楽事務所所属歌手の楽曲における、企画制作・著作権管理業務などを手掛ける音楽出版社。北島音楽事務所ホームページドメイン「www.kitajima-music.co.jp」も所有している。所属アーティストに、北島（作詞家。「原譲二」名義）、大地土子（北島の次男・大野誠、元 『1st Blood』 ボーカル。故人）がいる。2024年5月に大野商事に吸収合併されたことに伴い、JASRACの楽曲データベース「J-WID」での出版社登録は「大野商事」に変更された。
- 株式会社三雅
資産管理会社。社長は北島の妻の大野雅子。